# Floien
| Systeem                                     | Serie      | Etage       | Ouderdom (Ma) |
| ------------------------------------------- | ---------- | ----------- | ------------- |
| Siluur                                      | Llandovery | Rhuddanien  | jonger        |
| Ordovicium                                  | Boven      | Hirnantien  | 443,4–445,2   |
| Ordovicium                                  | Boven      | Katien      | 445,2–453,0   |
| Ordovicium                                  | Boven      | Sandbien    | 453,0–458,4   |
| Ordovicium                                  | Middel     | Darriwilien | 458,4–467,3   |
| Ordovicium                                  | Middel     | Dapingien   | 467,3–470,0   |
| Ordovicium                                  | Onder      | Floien      | 470,0–477,7   |
| Ordovicium                                  | Onder      | Tremadocien | 477,7–485,4   |
| Cambrium                                    | Furongien  | 10e etage   | ouder         |
| Indeling van het Ordovicium volgens de ICS. |            |             |               |

Het geologisch tijdperk Floien is een tijdsnede in het Vroeg-Ordovicium. Het Floien duurde van 477,7 ± 1,4 tot 470,0 ± 1,4 Ma, het volgde op het Tremadocien en werd gevolgd door het Dapingien.

## Naam en definitie
Het Floien is genoemd naar het Zuid-Zweedse Flo. Zowel de naam als de tijdsnede werden pas in 2004 in de officiële geologische tijdschaal van de ICS ingevoerd. De golden spike bevindt zich 5 km ten noordwesten van Flo, in de groeve Diabasbrottet.
De basis van het Floien ligt bij het eerste voorkomen van de graptoliet Tetragraptus approximatus. De top was eind 2007 nog niet gedefinieerd. Twee voorstellen hiervoor zijn de eerste voorkomens van de conodonten Protoprioniodus aranda en Baltoniodus triangularis. Een beslissing hierover wordt verwacht in de loop van 2008.